# Ophiocentrus aculeatus
Ophiocentrus aculeatus is een slangster uit de familie Amphiuridae.
De wetenschappelijke naam van de soort werd in 1867 gepubliceerd door Axel Vilhelm Ljungman.